# Pycnarmon dichocrocidalis
Pycnarmon dichocrocidalis is een vlinder van de familie van de grasmotten (Crambidae). De wetenschappelijke naam van deze soort is voor het eerst voorgesteld als Aripana dichocrocidalis door Embrik Strand in een publicatie uit 1918.
De soort komt voor in Taiwan.